# Katharina Klemt-Albert
Katharina Klemt-Albert, geborene Klemt (* um 1971), ist eine deutsche Diplom-Ingenieurin, Unternehmerin und Professorin auf dem Gebiet des Bauingenieurwesens. Sie wurde 2021 auf den Lehrstuhl für Baumanagement, Digitales Bauen und Robotik im Bauwesen an die RWTH Aachen berufen.

## Leben
Katharina Klemt-Albert schloss ihr Studium an der Ruhr-Universität Bochum im Jahre 1996 als Diplom-Ingenieurin ab. Nach der Promotion 2001 an der Technischen Universität Darmstadt in Kooperation mit der Northwestern University, USA, arbeitete sie ab 2002 im Management der Deutschen Bahn AG. Dort war sie in verschiedenen Führungspositionen für die DB ProjektBau GmbH und die DB Netz AG tätig. Von 2012 bis 2015 war sie Aufsichtsrätin für die DB Systemtechnik sowie auch für die DB International, für sie zudem als Geschäftsführerin tätig war und nationale und internationale Großprojekte mit Schwerpunkten in Saudi-Arabien, Katar, Singapur und China realisierte. Nach Jahren der Anstellung bei der Deutschen Bahn gründete sie im Jahr 2016 die albert.ing GmbH und ist seither dort als CEO tätig.
Seit 2016 ist sie Professorin und leitete bis 2021 an der Leibniz Universität Hannover das Institut für Baumanagement und Digitales Bauen.  Im Jahr 2021 folgte sie dem Ruf an die RWTH Aachen, um dort den Lehrstuhl und das Institut für Baumanagement, Digitales Bauen und Robotik im Bauwesen zu übernehmen.

## Forschung
Ihr Forschungsschwerpunkt liegt auf dem Gebiet der Anwendung von Building Information Modeling (BIM) im Bauwesen.

## Engagement
- Mitglied im Kuratorium des Fraunhofer-Instituts für Physikalische Messtechnik[2]
- Initiatorin und Sprecherin des BIM-Clusters Niedersachsen[9]
- Sprecherin des Präsidiums des Netzwerks buildingSMART Deutschland e.V[10].
- Baubeirat für die Neubauten der Medizinischen Hochschule Hannover und des Universitätsklinikums Göttingen[11]

## Auszeichnungen
- Preis für exzellente Lehre der Leibniz Universität 2018[12]
- Mitglied der Deutschen Akademie der Technikwissenschaften (acatech) 2023

## Publikationen
- The bearing and deformation behaviour of concrete subjected to uniaxial compressive short term loading, VDI-Verlag, Düsseldorf 2002, ISBN 978-3-18-317604-5 (zugl. Diss.)
- Optimierung der Nachhaltigkeit von Bauwerken durch die Integration von Nachhaltigkeitsanforderungen in die digitale Methode Building Information Modeling, Fraunhofer IRB Verlag, Stuttgart 2020, ISBN 978-3-7388-0515-4